# Rezerwat przyrody Kobiele Wielkie
Rezerwat przyrody Kobiele Wielkie – leśny rezerwat przyrody w gminie Kobiele Wielkie, w powiecie radomszczańskim, w województwie łódzkim, utworzony w roku 1960. Zajmuje powierzchnię 63,43 ha (akt powołujący podawał 63,87 ha). Położony na wschód od Radomska, na obszarze Nadleśnictwa Radomsko, obręb Kobiele Wielkie, leśnictwo Kobiele Wielkie.
Według aktu powołującego rezerwat utworzono w celu zachowania, ze względów naukowych i dydaktycznych, fragmentu naturalnego lasu sosnowo-dębowo-jodłowego (jedlina świętokrzyska z elementami flory górskiej). Rosną tu również brzozy, graby i buki. Wśród występujących tu ok. 300 gatunków roślin znajdują się m.in. chronione podrzeń żebrowiec i nerecznica górska.
Według obowiązującego planu ochrony ustanowionego w 2013 roku, obszar rezerwatu objęty jest ochroną czynną.